# Johann Peter Prückel
Johann Peter Prückel (* 27. April 1653 in Regensburg; † 13. Februar 1690) war ein deutscher Mediziner.

## Leben
Johann Peter Prückel studierte an der Universität Jena Medizin. Am 21. November 1671 wurde er in Jena promoviert. Anschließend war er Physicus in Neustadt an der Orla. Später wirkte er bis zu seinem Lebensende als Physicus in Regensburg.
Am 17. April 1675 wurde Johann Peter Prückel als Mitglied (Matrikel-Nr. 61) in die Academia Naturae Curiosorum, die heutige Deutsche Akademie der Naturforscher Leopoldina, aufgenommen.